# Dyllan
Dyllan är en kulle i Färöarna (Kungariket Danmark).   Den ligger i sýslan Streymoyar sýsla, i den norra delen av landet, 14 km nordväst om huvudstaden Tórshavn. Toppen på Dyllan är 66 meter över havet. Dyllan ligger på ön Streymoy.
Terrängen runt Dyllan är kuperad. Havet är nära Dyllan söderut. Runt Dyllan är det ganska tätbefolkat, med 58 invånare per kvadratkilometer. Närmaste större samhälle är Tórshavn, 14,5 km sydost om Dyllan. Trakten runt Dyllan består i huvudsak av gräsmarker.